# Merényi Lipót
Merényi Lipót (Dorog, 1953. szeptember 22. –) labdarúgó, edző.

## Pályafutása

### Labdarúgóként
Saját nevelésű játékosként az 1974-1975-ös évadban mutatkozott be először, az akkori NB. II-es dorogi felnőtt csapatban. Első mérkőzése a 22. számú Volán (akkori nevén FŐSPED Szállítók SE) elleni idegenbeli bajnoki találkozó, amely gól nélküli döntetlennel zárult. Pályafutásának legnagyobb sikerét a következő évadban érte el, amikor az NB II második helyén végezve kiharcolták az NB I-be való kerülést. Külön emlékezetes mérkőzés ebben a sikeres évadból a Szolnok elleni 2-1-s győzelem volt a számára, ahol a dorogiak győztes gólját ő szerezte. Az első osztályból 1977-ben kiestek, azonban emlékezetesre sikeredett a búcsú, miután a bajnoki címvédő Újpesti Dózsát legyőzték. Azon a mérkőzésen a legendás Bene Ferenc őrzését kapta feladatául, amelyet sikeresen hajtott végre. Ezt követően hat éven át a másodosztályban szerepeltek. Az 1981-1982-es évad hozta a legnagyobb sikert, amikor sokáig nyílt versenyben voltak az NB I-be jutásért, végül a bronzérmet érő harmadik helyen végeztek, valamint, mint védőjátékos, neki is nagy szerepe volt abban, hogy a dorogiak kapták a legkevesebb gólt. Pályafutása utolsó két évében az NB III-ban játszott, miután 1983-ban balszerencsés módon kiestek az NB II-ből, azonban a következő két évben nem sikerült visszajutniuk, miután 1984-ben a negyedikek, 1985-ben pedig csak a kilencedikek lettek. Némi vigaszt jelentett számukra, hogy a csapat egy 17 hazai mérkőzésből álló veretlenségi sorozatot produkált, ráadásként ebből a kiváló sorozatban 10 mérkőzést zsinórban nyertek meg. Szerepelt az első osztályú Dinamo Berlin elleni 2-2-s döntetlenül zárult barátságos mérkőzésen, 1984. nyarán. 11 évnyi aktív játék után 1985-ben vonult vissza.

### Edzőként
Edzői képesítést szerzett, majd 1994 és 2000 között a dorogi utánpótlás csapatok edzője volt, ahol a serdülő korosztályt vezette. 

## Sikerei, díjai
- NB II
  - 2.: 1975–76
  - 3.: 1981-82

## Polgári hivatása
A hivatásszerű labdarúgás mellett Műszeripari technikumot végzett. Évtizedek óta a dorogi Richter Gedeon Vegyészeti Gyár megbecsült dolgozója, ahol az Energetikai osztály műszakvezetője, valamint biztonsági és munkavédelmi vizsgáztatásokat is vezet.

## Családja
Jelenleg is Dorogon él. Édesapja, id. Merényi Lipót szintén a Dorog játékosa volt és hasonlóan védő poszton játszott. Igaz, legtöbbször a tartalék csapatot erősítette, ugyanis posztján akkoriban Lakat Jenő állandó helye megkőjelezhetetlen volt az első számú csapatban. Felesége a dorogi kézilabda csapat tagjaként sportolt versenyszerűen. Két gyermekük, Tamás és Orsolya. Fia immár harmadik generációként, szintén a Dorog játékosa volt. Mindkét gyermeke által többszörös nagypapa. Apósa, Oláh Antal a Dorogi Szénbányák Lencsehegyi Üzemében 1980. május 9.-én bekövetkezett bányaszerencsétlenség áldozata lett öt másik bányász társával együtt.